# ACF Fiorentina 2013-2014
Questa voce raccoglie le informazioni riguardanti l'ACF Fiorentina nelle competizioni ufficiali della stagione 2013-2014.

## Stagione
L'estate 2013 vede gli arrivi dell'ex rossonero Ambrosini e del tedesco Gómez, quest'ultimo per fare coppia con Giuseppe Rossi (acquistato a Gennaio della stagione precedente ma di fatto praticamente un nuovo acquisto, dato l'esordio con la maglia viola solamente all'ultima giornata a causa di un infortunio). Lasciano invece la squadra Jovetić e Ljajic, protagonisti della qualificazione in Europa League. La nuova stagione comincia proprio con il turno di play-off della coppa, in cui viola hanno la meglio sul Grasshopper: gli svizzeri vengono sconfitti per 1-2 all'andata, vincendo poi 1-0 al ritorno ma uscendo per la regola dei gol fuori casa. Dopo le prime 2 giornate di campionato, i toscani sono in testa a punteggio pieno (al pari di Inter e Juventus). Intanto, la campagna abbonamenti ha fatto registrare ben 23.499 tessere vendute (uno dei maggiori numeri nell'era dei Della Valle).

Massimo Ambrosini, acquistato dalla Fiorentina dopo 15 anni in rossonero.

Nella partita contro il Cagliari, terminata 1-1, Gomez riporta un serio infortunio al ginocchio che lo tiene lontano dai campi per mesi. Iniziato al meglio anche il girone di coppa (4 vittorie consecutive), nell'ottavo turno di campionato i viola sconfiggono in rimonta la Juventus per 4-2: protagonista è Rossi, autore di una tripletta. Il campionato dei viola prosegue in modo discontinuo con una bella vittoria a San Siro contro il Milan a sconfitte contro Inter, Napoli e Udinese che la fa perdere il contatto con il podio. La qualificazione ai sedicesimi di Europa League giunge con 2 partite di anticipo, mentre alla 14ª giornata la vittoria per 4-3 contro l'Hellas Verona permette di superare l'Inter al quarto posto. Il 2014 si apre con un successo di misura sul Livorno, nella gara in cui si infortuna anche Rossi. La quarta posizione viene difesa dall'assalto nerazzurro, nonostante il k.o. nello scontro diretto di metà febbraio: nei sedicesimi di coppa, l'Esbjerg viene invece battuto con il risultato complessivo di 4-2. Gli ottavi abbinano così i viola alla Juventus, che 4 giorni prima si impone per 1-0 in campionato: anche il confronto europeo arride ai bianconeri, prevalsi con il punteggio aggregato di 2-1. Alla 35ª giornata, la Fiorentina passa per 3-0 sul campo del Bologna raggiungendo la 9ª vittoria esterna del suo campionato (record per la formazione).
Il 3 maggio, la squadra di Montella disputa la prima finale di Coppa Italia dopo 13 anni: la gara con il Napoli, preceduta da incidenti al di fuori dello stadio che causano un ritardo di 45' nel fischio d'inizio, viene però vinta 3-1 dai partenopei. Lo 0-1 ottenuto in casa del Livorno alla penultima giornata assicura il 4º posto anche in questo torneo, con una nuova qualificazione all'Europa League: poiché gli azzurri sono già classificati per la Champions League, i viola vengono ammessi alla fase a gironi.

## Divise e sponsor
Lo sponsor tecnico per la stagione 2013-2014 è Joma, mentre gli sponsor ufficiali sono Mazda e Save the Children, nonostante quest'ultimo non compaia sulla maglia. Le maglie sono composte per il 94% da poliestere e per il 6% da cotone e presentano tecnologia Drymx e Micro mesh System, oltre al sistema Flatlock per evitare l'abrasione con la pelle.
La prima maglia si presenta simile a quella utilizzata nella stagione precedente, con poche eccezioni quali il colletto a polo chiuso da un tassello nero, caratterizzato da tre impunture che richiamano la bandiera italiana e lo spostamento dello stemma societario dal petto al cuore. Sulle maniche vi sono ancora i gigli tono su tono, mentre all'interno del colletto e sul bordo interno inferiore vi è una frase della Canzone viola, "Maglia viola lotta con vigore, per essere di Firenze vanto e gloria". I nomi e numeri, posti sotto la scritta "Fiorentina", sono bianchi, con uno stemma sulla loro base; i pantaloncini sono bianchi, ma è stato inoltre introdotto il colore nero. I calzettoni da gioco sono viola con un giglio bianco sul lato frontale.
La seconda maglia è di colore bianco e presenta le stesse caratteristiche di quella viola, con i colori invertiti. La terza maglia per la stagione 2013-2014 è di colore antracite, con il tassello del colletto di colore viola e due "code di topo" viola e oro; dello stesso colore sono anche pantaloncini e calzettoni. Le maglie dei portieri sono, in ordine di gerarchia, nere, verdi o turchesi, a tinta unita e caratterizzate da una banda sul petto formata da una serie di piccoli gigli; il girocollo e l'orlo delle maniche sono viola.
Le due maglie utilizzate nelle partite di Europa League sono simili a quelle di campionato, tuttavia non presentano i gigli nelle spalle; inoltre tassello del colletto e "code di topo" sono in oro. Non sono provviste di sponsor e presentano un piccolo tricolore italiano cucito sulla schiena. Le divise europee sono state utilizzate, con sponsor impresso sul petto, anche nella partita interna di campionato contro la Juventus per motivi di merchandising. Da rilevare che in detta partita la divisa del giocatore Cuadrado presentava il tricolore italiano sulla schiena invertito per errore: la società ha tuttavia considerato il pezzo (unico nel magazzino della squadra) come una sorta di Gronchi rosa e portafortuna (stante la storica vittoria in completa rimonta per 4-2) recuperandolo e conservandolo.
La terza maglia dell'anno precedente bianco-rossa in omaggio alla prima maglia storica viola, molto apprezzata dal pubblico ma non altrettanto da Montella e dai calciatori perché foriera di confusione in campo, continua a essere venduta come "maglia storica" dal fornitore tecnico.
Durante la finale di Coppa Italia la fiorentina utilizzerà una nuova versione della maglia viola, costituita da body viola con colletto a girocollo bordato di bianco, "code di topo" bianche e, sotto lo stemma societario, la scritta "Roma maggio 2014 finale Tim Cup Fiorentina-Napoli" in oro. Le maniche presentano estremità bianche, l'iniziale dello sponsor tecnico in bianco presso le spalle e, nella parte terminale del braccio sinistro, la bandiera italiana. I calzoncini sono viola con striscia laterale bianca, i calzettoni completamente viola.
| Casa | Trasferta | Terza divisa | Casa EUL | Trasferta UEL | Finale CI | 1ª portiere | 2ª portiere | 3ª portiere |

## Organigramma societario
Area direttiva
- Presidente: Mario Cognigni
- Consiglio di amministrazione: Andrea Della Valle, Mario Cognigni, Sandro Mencucci, Paolo Borgomanero, Maurizio Boscarato, Carlo Montagna, Giovanni Montagna, Paolo Panerai, Gino Salica, Stefano Sincini
- Collegio sindacale - sindaci effettivi: Franco Pozzi, Massimo Foschi, Giancarlo Viccaro, Gilfredo Gaetani, Fabrizio Redaelli
- Amministratore delegato e direttore generale: Sandro Mencucci
- Direttore esecutivo e Responsabile sviluppo progetti commerciali - Gianluca Baiesi
- Segretaria di presidenza: Fabio Bonelli
- Direttore amministrazione, finanza e controllo: Gian Marco Pachetti

Area organizzativa
- Team Manager: Roberto Ripa
- Club Manager: Vincenzo Guerini
- Direttore area stadio e sicurezza: Maurizio Francini
- Resp. risorse umane: Grazia Forgione
- IT Manager': Andrea Ragusin

Area comunicazione
- Direttore comunicazione: Elena Turra
- Ufficio Stampa: Luca di Francesco
- Direttore responsabile www.ViolaChannel.tv: Luca Giammarini
- Business & Brand Development Manager: Sergi Bernadi

Area tecnica
- Direttore sportivo: Daniele Pradè
- Direttore tecnico e resp. settore giovanile: Eduardo Macía
- Allenatore: Vincenzo Montella
- Viceallenatore: Daniele Russo
- Preparatore atletico: Emanuele Marra
- Training Load analyst: Cristian Savoia
- Collaboratori tecnici: Nicola Caccia, Riccardo Manno
- Analisi tattiche: Simone Montanaro
- Allenatore portieri: Alejandro Rosalen Lopez
- Preparatore palle inattive: Gianni Vio
- Preparatore atletico recupero infortunati: Damir Blokar

Area sanitaria
- Direttore area medico-sanitaria: Paolo Manetti
- Coordinatore e responsabile scientifico: Giorgio Galanti
- Medici sociali: Jacopo Giuliattini, Luca Pengue
- Massofisioterapisti: Stefano Dainelli, Maurizio Fagorzi
- Fisioterapista: Francesco Tonarelli, Luca Lonero, Filippo Nannelli, Simone Michelassi

## Rosa

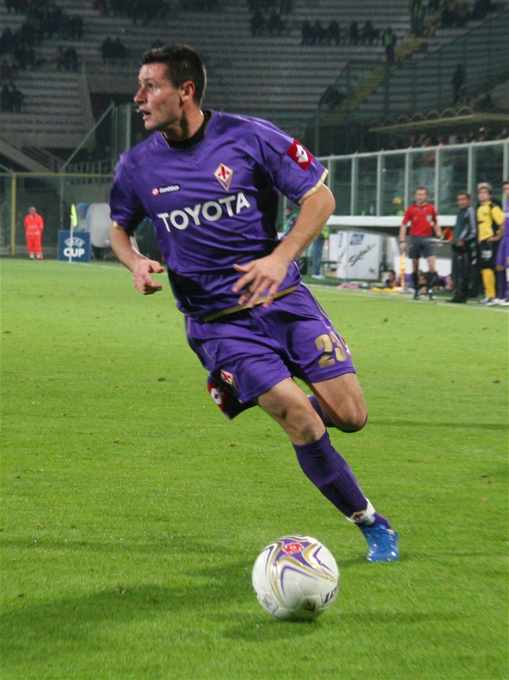
Manuel Pasqual, capitano della Fiorentina nella stagione 2012-2013

Rosa, numerazione e ruoli sono aggiornati al 15 gennaio 2014.
| N. |                       | Ruolo | Calciatore          |
| -- | --------------------- | ----- | ------------------- |
| 1  | Brasile (bandiera)    | P     | Neto                |
| 2  | Argentina (bandiera)  | D     | Gonzalo Rodríguez   |
| 3  | Spagna (bandiera)     | D     | Marcos Alonso       |
| 3  | Francia (bandiera)    | D     | Modibo Diakité      |
| 4  | Argentina (bandiera)  | D     | Facundo Roncaglia   |
| 5  | Germania (bandiera)   | D     | Marvin Compper      |
| 6  | Egitto (bandiera)     | D     | Ahmed Hegazy        |
| 7  | Cile (bandiera)       | C     | David Pizarro       |
| 8  | Montenegro (bandiera) | C     | Marko Bakić         |
| 9  | Croazia (bandiera)    | A     | Ante Rebić          |
| 10 | Italia (bandiera)     | C     | Alberto Aquilani    |
| 11 | Colombia (bandiera)   | C     | Juan Cuadrado       |
| 12 | Italia (bandiera)     | P     | Cristiano Lupatelli |
| 14 | Cile (bandiera)       | C     | Matías Fernández    |
| 15 | Montenegro (bandiera) | D     | Stefan Savić        |
| 17 | Spagna (bandiera)     | C     | Joaquín             |
| 18 | Uruguay (bandiera)    | C     | Matías Vecino       |

| N. |                     | Ruolo | Calciatore                |
| -- | ------------------- | ----- | ------------------------- |
| 20 | Spagna (bandiera)   | C     | Borja Valero              |
| 21 | Italia (bandiera)   | C     | Massimo Ambrosini         |
| 22 | Serbia (bandiera)   | A     | Adem Ljajić               |
| 23 | Italia (bandiera)   | D     | Manuel Pasqual (capitano) |
| 25 | Italia (bandiera)   | P     | Antonio Rosati            |
| 27 | Polonia (bandiera)  | C     | Rafał Wolski              |
| 30 | Brasile (bandiera)  | A     | Ryder Matos               |
| 32 | Italia (bandiera)   | A     | Alessandro Matri          |
| 33 | Germania (bandiera) | A     | Mario Gómez               |
| 40 | Serbia (bandiera)   | D     | Nenad Tomović             |
| 49 | Italia (bandiera)   | A     | Giuseppe Rossi            |
| 66 | Perù (bandiera)     | C     | Juan Manuel Vargas        |
| 72 | Slovenia (bandiera) | C     | Josip Iličič              |
| 77 | Ucraina (bandiera)  | C     | Oleksandr Iakovenko       |
| 78 | Uruguay (bandiera)  | P     | Gustavo Munúa             |
| 83 | Uruguay (bandiera)  | C     | Rubén Olivera             |
| 88 | Brasile (bandiera)  | C     | Anderson                  |

## Calciomercato

### Sessione estiva(dal 1/7 al 2/9)
| Acquisti         | Acquisti             | Acquisti        | Acquisti                                          |
| R.               | Nome                 | da              | Modalità                                          |
| ---------------- | -------------------- | --------------- | ------------------------------------------------- |
| P                | Gustavo Munúa        |                 | parametro zero                                    |
| D                | Marcos Alonso        |                 | parametro zero                                    |
| C                | Joaquín              | Malaga          | definitivo (2,1 milioni €)                        |
| C                | Marko Bakić          | Torino          | riscatto compartecipazione                        |
| C                | Massimo Ambrosini    |                 | parametro zero                                    |
| C                | Josip Iličič         | Palermo         | definitivo (9 milioni €)                          |
| A                | Oleksandr Iakovenko  |                 | parametro zero                                    |
| A                | Mario Gómez          | Bayern Monaco   | definitivo (15 milioni €) con bonus (5 milioni €) |
| A                | Ante Rebić           | RNK Spalato     | definitivo (4 milioni €) con bonus (2 milioni €)  |
| Altre operazioni |                      |                 |                                                   |
| R.               | Nome                 | da              | Modalità                                          |
| P                | Jacopo Pagnini       | Capostrada      | prestito                                          |
| P                | Giacomo Satalino     | A.S.D. Esperia  | definitivo                                        |
| D                | Nenad Tomović        | Genoa           | riscatto compartecipazione                        |
| D                | Mattia Cassani       | Genoa           | fine prestito                                     |
| D                | Lorenzo De Silvestri | Sampdoria       | fine prestito                                     |
| D                | Felipe Dal Bello     | Siena           | fine prestito                                     |
| D                | Cristiano Piccini    | Spezia          | fine prestito                                     |
| D                | Pierluigi Pinto      | Lecce           | definitivo                                        |
| D                | Paolo Rozzio         | Pisa            | fine prestito                                     |
| C                | Boadu Maxwell Acosty | Juve Stabia     | fine prestito                                     |
| C                | Amidu Salifu         | Catania         | fine prestito                                     |
| C                | Andrea Lazzari       | Udinese         | fine prestito                                     |
| C                | Rubén Olivera        | Genoa           | fine prestito                                     |
| C                | Juan Manuel Vargas   | Genoa           | fine prestito                                     |
| C                | Daniel Kofi Agyei    | Juve Stabia     | fine prestito                                     |
| C                | Marco Buonavita      | Margine Coperta | prestito                                          |
| C                | Federico Russo       | Capostrada      | prestito                                          |
| C                | Francesco Di Tacchio | Perugia         | fine prestito                                     |
| C                | Diego Cenciarelli    | Perugia         | fine prestito                                     |
| C                | Fabio Maistro        | SPAL            | definitivo                                        |
| C                | Rocco Patrignani     | Foligno         | definitivo                                        |
| C                | Viktor Stevanovic    | Sturm Graz      | definitivo                                        |
| A                | Haris Seferović      | Novara          | fine prestito                                     |
| A                | Khouma el Babacar    | Padova          | fine prestito                                     |
| A                | Federico Carraro     | Gavorrano       | fine prestito                                     |
| A                | Ryder Matos          | Bahia           | fine prestito                                     |
| A                | Edoardo Barbato      | Roma            | svincolato                                        |
| A                | Marko Dabro          | Cibalia         | definitivo (1 milione €)                          |
| A                | Alessandro Di Mambro | Savio           | definitivo                                        |
| A                | Alberto Tronco       | Bassano Virtus  | definitivo                                        |

| Cessioni         | Cessioni                   | Cessioni            | Cessioni                                          |
| R.               | Nome                       | a                   | Modalità                                          |
| ---------------- | -------------------------- | ------------------- | ------------------------------------------------- |
| P                | Emiliano Viviano           | Palermo             | fine prestito                                     |
| D                | Michele Camporese          | Cesena              | prestito                                          |
| D                | Mattia Cassani             | Parma               | prestito                                          |
| D                | Felipe Dal Bello           | Parma               | definitivo                                        |
| C                | Mohamed Sissoko            | Paris Saint-Germain | fine prestito                                     |
| C                | Alessio Cerci              | Torino              | risoluzione compartecipazione (4,2 milioni €)     |
| C                | Cristian Llama             | Catania             | fine prestito                                     |
| C                | Rômulo                     | Verona              | prestito con diritto di riscatto della metà       |
| C                | Giulio Migliaccio          | Palermo             | fine prestito                                     |
| A                | Marcelo Larrondo           | Siena               | fine prestito                                     |
| A                | Luca Toni                  | -                   | svincolato                                        |
| A                | Mounir El Hamdaoui         | Malaga              | prestito con diritto di riscatto                  |
| A                | Haris Seferović            | Real Sociedad       | definitivo (3 milioni €)                          |
| A                | Adem Ljajić                | Roma                | definitivo (11 milioni €) con bonus (4 milioni €) |
| A                | Stevan Jovetić             | Manchester City     | definitivo (26 milioni €) con bonus (4 milioni €) |
| Altre operazioni |                            |                     |                                                   |
| R.               | Nome                       | a                   | Modalità                                          |
| P                | Nicolò Manfredini          | Modena              | risoluzione compartecipazione                     |
| P                | Marcos Miranda             | Pro Vercelli        | risoluzione compartecipazione                     |
| P                | Alessandro Bacci           | Tuttocuoio          | prestito                                          |
| P                | Andrea Seculin             | Chievo              | definitivo                                        |
| D                | Alessio Fatticcioni        | Gavorrano           | risoluzione compartecipazione                     |
| D                | Roberto Franca Everton     |                     | svincolato                                        |
| D                | Lorenzo De Silvestri       | Sampdoria           | prestito con diritto di riscatto della metà       |
| D                | Paolo Rozzio               | Pisa                | prestito                                          |
| D                | Diego Cenciarelli          | Teramo              | compartecipazione'                                |
| D                | Luca Bittante              | Avellino            | rinnovo compartecipazione                         |
| D                | Cristiano Piccini          | Livorno             | prestito con diritto di riscatto della metà       |
| D                | Nii Nortey Ashong          | Spezia              | prestito con diritto di riscatto della metà       |
| D                | Alessio Cola               | Lucchese            | prestito                                          |
| D                | Michele Fossati            | Gavorrano           | compartecipazione                                 |
| C                | Marco Romizi               | Bari                | risoluzione compartecipazione                     |
| C                | Michael Panatti            | Avellino            | risoluzione compartecipazione                     |
| C                | Massimiliano Taddei        | Venezia             | risoluzione compartecipazione                     |
| C                | Boadu Maxwell Acosty       | Chievo              | prestito con diritto di riscatto della metà       |
| C                | Alberto Baccarin           | Borgo a Buggiano    | risoluzione compartecipazione                     |
| C                | Daniel Kofi Agyei          | Benevento           | compartecipazione                                 |
| C                | Amidu Salifu               | Modena              | prestito                                          |
| C                | Alberto Rosa Gastaldo      | Torino              | prestito con diritto di riscatto                  |
| C                | Francesco Di Tacchio       | Virtus Entella      | definitivo                                        |
| A                | Giulio Grifoni             | Gavorrano           | risoluzione compartecipazione                     |
| A                | Federico Bernardeschi      | Crotone             | prestito                                          |
| A                | Pietro Iemmello            | Pro Vercelli        | riscatto da prestito                              |
| A                | Jefferson Andrade Siqueira | Latina              | risoluzione compartecipazione                     |
| A                | Federico Carraro           | Pavia               | comproprietà                                      |
| A                | Khouma el Babacar          | Modena              | prestito                                          |
| A                | Kenneth Zohore             | Brøndby             | prestito                                          |

### Sessione invernale(dal 3/1 al 31/1)
| Acquisti         | Acquisti         | Acquisti       | Acquisti      |
| R.               | Nome             | da             | Modalità      |
| ---------------- | ---------------- | -------------- | ------------- |
| P                | Antonio Rosati   | Sassuolo       | prestito      |
| D                | Modibo Diakité   | Sunderland     | prestito      |
| C                | Anderson         | Manchester Utd | prestito      |
| A                | Alessandro Matri | Milan          | prestito      |
| Altre operazioni |                  |                |               |
| R.               | Nome             | da             | Modalità      |
| D                | Alessio Cola     | Lucchese       | fine prestito |

| Cessioni | Cessioni            | Cessioni   | Cessioni                                    |
| R.       | Nome                | a          | Modalità                                    |
| -------- | ------------------- | ---------- | ------------------------------------------- |
| P        | Gustavo Munúa       | -          | svincolato                                  |
| D        | Marcos Alonso       | Sunderland | prestito                                    |
| C        | Matías Vecino       | Cagliari   | prestito con diritto di riscatto della metà |
| C        | Rubén Olivera       | Brescia    | definitivo                                  |
| C        | Oleksandr Jakovenko | Malaga     | prestito                                    |

## Risultati

### Serie A

#### Girone di andata
| Arbitro: | Doveri (Roma) |

|                       |           |                |
| Rossi 14’ Pizarro 28’ | Marcatori | 22’ Barrientos |

| Arbitro: | Celi (Bari) |

|                               |           |                                                     |
| Gilardino 54’ Lodi 60’ (rig.) | Marcatori | 10’ Aquilani 14’, 55’ Rossi 41’, 90+3’ (rig.) Gómez |

| Arbitro: | De Marco (Chiavari) |

|                  |           |             |
| Borja Valero 71’ | Marcatori | 89’ Pinilla |

| Arbitro: | Damato (Barletta) |

|  |           |                         |
|  | Marcatori | 41’ Fernández 69’ Rossi |

| Arbitro: | Valeri (Roma) |

|                            |           |                  |
| Cambiasso 72’ Jonathan 83’ | Marcatori | 60’ (rig.) Rossi |

| Arbitro: | Massa (Imperia) |

|                          |           |                           |
| Rodriguez 64’ Vargas 78’ | Marcatori | 45+1’ Gargano 90+2’ Gobbi |

| Roma 6 ottobre 2013, ore 20:45 CEST 7ª giornata | Lazio          | 0 – 0 referto | Fiorentina | Stadio Olimpico (30.562 spett.)\| Arbitro: \| Orsato (Schio) \| |
| Arbitro:                                        | Orsato (Schio) |               |            |                                                                 |

| Arbitro: | Rizzoli (Bologna) |

|                                        |           |                            |
| Rossi 66’ (rig.), 76’, 80’ Joaquín 78’ | Marcatori | 37’ (rig.) Tevez 40’ Pogba |

| Arbitro: | Banti (Livorno) |

|           |           |                   |
| Cesar 13’ | Marcatori | 45’, 64’ Cuadrado |

| Arbitro: | Calvarese (Teramo) |

|                  |           |                          |
| Rossi 28’ (rig.) | Marcatori | 12’ Callejón 36’ Mertens |

| Arbitro: | Mazzoleni (Bergamo) |

|  |           |                             |
|  | Marcatori | 27’ Vargas 73’ Borja Valero |

| Arbitro: | Damato (Barletta) |

|                       |           |                |
| Rossi 11’ (rig.), 17’ | Marcatori | 74’ Gabbiadini |

| Arbitro: | Tagliavento (Terni) |

|              |           |  |
| Heurtaux 34’ | Marcatori |  |

| Arbitro: | Doveri (Roma) |

|                                                  |           |                                   |
| Borja Valero 5’, 14’ Vargas 43’ Rossi 54’ (rig.) | Marcatori | 6’ Rômulo 13’ Iturbe 72’ Jorginho |

| Arbitro: | Orsato (Schio) |

|                      |           |            |
| Maicon 7’ Destro 67’ | Marcatori | 29’ Vargas |

| Arbitro: | Russo (Nola) |

|                                       |           |  |
| Iličič 13’ Borja Valero 29’ Rossi 64’ | Marcatori |  |

| Arbitro: | Guida (Torre Annunziata) |

|  |           |           |
|  | Marcatori | 82’ Rossi |

| Arbitro: | Tagliavento (Terni) |

|               |           |  |
| Rodriguez 66’ | Marcatori |  |

| Torino 12 gennaio 2014, ore 12:30 CET 19ª giornata | Torino        | 0 – 0 referto | Fiorentina | Stadio Olimpico (21.258 spett.)\| Arbitro: \| Valeri (Roma) \| |
| Arbitro:                                           | Valeri (Roma) |               |            |                                                                |

#### Girone di ritorno
| Arbitro: | Banti (Livorno) |

|  |           |                              |
|  | Marcatori | 25’ Fernández 28’, 41’ Matri |

| Arbitro: | Tommasi (Bassano del Grappa) |

|                               |           |                                               |
| Aquilani 33’ (rig.), 42’, 57’ | Marcatori | 27’ (rig.) Gilardino 34’ Antonini 77’ De Maio |

| Arbitro: | Mazzoleni (Bergamo) |

|                    |           |  |
| Pinilla 39’ (rig.) | Marcatori |  |

| Arbitro: | Guida (Torre Annunziata) |

|                       |           |  |
| Iličič 16’ Wolski 86’ | Marcatori |  |

| Arbitro: | Damato (Barletta) |

|              |           |                        |
| Cuadrado 46’ | Marcatori | 34’ Palacio 65’ Icardi |

| Arbitro: | Gervasoni (Mantova) |

|                               |           |                            |
| Cassano 39’ Amauri 51’ (rig.) | Marcatori | 41’ Cuadrado 85’ Fernández |

| Arbitro: | Banti (Livorno) |

|  |           |         |
|  | Marcatori | 5’ Cana |

| Arbitro: | Orsato (Schio) |

|             |           |  |
| Asamoah 44’ | Marcatori |  |

| Arbitro: | Massa (Imperia) |

|                                  |           |              |
| Cuadrado 11’ Matri 39’ Gómez 89’ | Marcatori | 62’ Paloschi |

| Arbitro: | Tagliavento (Terni) |

|  |           |             |
|  | Marcatori | 87’ Joaquín |

| Arbitro: | Orsato (Schio) |

|  |           |                         |
|  | Marcatori | 23’ Mexès 64’ Balotelli |

| Genova 30 marzo 2014, ore 15:00 CEST 31ª giornata | Sampdoria    | 0 – 0 referto | Fiorentina | Stadio Luigi Ferraris (21.695 spett.)\| Arbitro: \| Russo (Nola) \| |
| Arbitro:                                          | Russo (Nola) |               |            |                                                                     |

| Arbitro: | Celi (Bari) |

|                                   |           |               |
| Cuadrado 25’ Rodriguez 72’ (rig.) | Marcatori | 82’ Fernandes |

| Arbitro: | Peruzzo (Schio) |

|                                       |           |                                                                  |
| Sala 14’ Toni 73’ (rig.) Iturbe 90+1’ | Marcatori | 31’ Cuadrado 44’, 86’ Aquilani 63’ Borja Valero 83’ (rig.) Matri |

| Arbitro: | Mazzoleni (Bergamo) |

|  |           |                |
|  | Marcatori | 26’ Nainggolan |

| Arbitro: | Massa (Imperia) |

|  |           |                              |
|  | Marcatori | 23’, 87’ Cuadrado 34’ Iličič |

| Arbitro: | Tagliavento (Terni) |

|                                             |           |                                          |
| Rodriguez 57’ (rig.) Rossi 72’ Cuadrado 75’ | Marcatori | 23’ (rig.), 33’, 42’ Berardi 64’ Sansone |

| Arbitro: | Giacomelli (Trieste) |

|  |           |              |
|  | Marcatori | 57’ Cuadrado |

| Arbitro: | Rizzoli (Bologna) |

|                            |           |                         |
| Rossi 57’ (rig.) Rebić 79’ | Marcatori | 67’ Larrondo 84’ Kurtić |

### Coppa Italia

#### Fase finale
| Arbitro: | Irrati (Pistoia) |

|                         |           |  |
| Joaquín 29’ Rebić 45+2’ | Marcatori |  |

| Arbitro: | Giacomelli (Trieste) |

|                        |           |                |
| Iličič 20’ Compper 75’ | Marcatori | 59’ Giacomazzi |

| Arbitro: | Russo (Nola) |

|                          |           |            |
| Di Natale 36’ Muriel 82’ | Marcatori | 44’ Vargas |

| Arbitro: | Massa (Imperia) |

|                          |           |  |
| Pasqual 14’ Cuadrado 60’ | Marcatori |  |

| Arbitro: | Orsato (Schio) |

|            |           |                                |
| Vargas 28’ | Marcatori | 11’, 17’ Insigne 90+2’ Mertens |

### Europa League

#### Play-off
| Arbitro: | Jug |

|              |           |                                   |
| Ngamukol 64’ | Marcatori | 13’ Cuadrado 46’ (aut.) Grichting |

| Arbitro: | Bebek |

|  |           |                 |
|  | Marcatori | 41’ Ben Khalifa |

#### Fase a gironi
| Arbitro: | Blom |

|                                   |           |  |
| Rodríguez 30’ Matos 67’ Rossi 76’ | Marcatori |  |

| Arbitro: | Marciniak |

|                      |           |                                    |
| Seleznyov 57’ (rig.) | Marcatori | 53’ (rig.) Rodríguez 73’ Ambrosini |

| Arbitro: | Zelinka |

|                                    |           |  |
| Joaquín 26’ Matos 34’ Cuadrado 69’ | Marcatori |  |

| Arbitro: | Sidiropoulos |

|             |           |                        |
| Pereira 32’ | Marcatori | 86’ Matos 90+2’ Valero |

| Guimaraes 28 novembre 2013, ore 21:05 CET 5ª giornata | Paços Ferreira | 0 – 0 referto | Fiorentina | Estádio D. Afonso Henriques (1 347 spett.)\| Arbitro: \| Shemeulevitch \| |
| Arbitro:                                              | Shemeulevitch  |               |            |                                                                           |

| Arbitro: | Dias |

|                          |           |                 |
| Joaquín 42’ Cuadrado 77’ | Marcatori | 13’ Konopljanka |

#### Fase a eliminazione diretta
| Arbitro: | Karasëv |

|           |           |                                         |
| Pušić 10’ | Marcatori | 9’ Matri 15’ Iličič 37’ (rig.) Aquilani |

| Arbitro: | Strahonja |

|            |           |                   |
| Iličič 47’ | Marcatori | 90+1’ Vestergaard |

| Arbitro: | Kuipers |

|          |           |           |
| Vidal 3’ | Marcatori | 79’ Gómez |

| Arbitro: | Webb |

|  |           |           |
|  | Marcatori | 71’ Pirlo |

## Statistiche

### Statistiche di squadra
| Competizione  | Punti | In casa | In casa | In casa | In casa | In casa | In casa | In trasferta | In trasferta | In trasferta | In trasferta | In trasferta | In trasferta | Totale | Totale | Totale | Totale | Totale | Totale | DR  |
| Competizione  | Punti | G       | V       | N       | P       | Gf      | Gs      | G            | V            | N            | P            | Gf           | Gs           | G      | V      | N      | P      | Gf     | Gs     | DR  |
| ------------- | ----- | ------- | ------- | ------- | ------- | ------- | ------- | ------------ | ------------ | ------------ | ------------ | ------------ | ------------ | ------ | ------ | ------ | ------ | ------ | ------ | --- |
| Serie A       | 65    | 19      | 9       | 4       | 6       | 36      | 29      | 19           | 10           | 4            | 5            | 29           | 15           | 38     | 19     | 8      | 11     | 65     | 44     | +21 |
| Coppa Italia  | -     | 3       | 3       | 0       | 1       | 7       | 4       | 1            | 0            | 0            | 1            | 1            | 2            | 5      | 3      | 0      | 2      | 8      | 6      | +2  |
| Europa League | 16    | 6       | 3       | 1       | 2       | 9       | 4       | 6            | 4            | 2            | 0            | 10           | 5            | 12     | 7      | 3      | 2      | 19     | 9      | +10 |
| Totale        | 81    | 28      | 15      | 5       | 9       | 52      | 37      | 26           | 14           | 6            | 6            | 40           | 21           | 55     | 29     | 11     | 15     | 92     | 58     | +34 |

### Andamento in campionato
| Giornata  | 1 | 2 | 3 | 4 | 5 | 6 | 7 | 8 | 9 | 10 | 11 | 12 | 13 | 14 | 15 | 16 | 17 | 18 | 19 | 20 | 21 | 22 | 23 | 24 | 25 | 26 | 27 | 28 | 29 | 30 | 31 | 32 | 33 | 34 | 35 | 36 | 37 | 38 |
| --------- | - | - | - | - | - | - | - | - | - | -- | -- | -- | -- | -- | -- | -- | -- | -- | -- | -- | -- | -- | -- | -- | -- | -- | -- | -- | -- | -- | -- | -- | -- | -- | -- | -- | -- | -- |
| Luogo     | C | T | C | T | T | C | T | C | T | C  | T  | C  | T  | C  | T  | C  | T  | C  | T  | T  | C  | T  | C  | C  | T  | C  | T  | C  | T  | C  | T  | C  | T  | C  | T  | C  | T  | C  |
| Risultato | V | V | N | V | P | N | N | V | V | P  | V  | V  | P  | V  | P  | V  | V  | V  | N  | V  | N  | P  | V  | P  | N  | P  | P  | V  | V  | P  | N  | V  | V  | P  | V  | P  | V  | N  |
| Posizione | 6 | 4 | 4 | 4 | 5 | 5 | 6 | 6 | 5 | 6  | 6  | 5  | 5  | 5  | 5  | 4  | 4  | 4  | 4  | 4  | 4  | 4  | 4  | 4  | 4  | 4  | 4  | 4  | 4  | 4  | 4  | 4  | 4  | 4  | 4  | 4  | 4  | 4  |

Fonte:  Serie A – Classifiche, su sport.sky.it, Sky Sport. URL consultato il 13 marzo 2014 (archiviato dall'url originale l'11 settembre 2014).
Legenda:

Luogo: C = Casa; T = Trasferta. Risultato: V = Vittoria; N = Pareggio; P = Sconfitta.

### Statistiche dei giocatori
| Giocatore       | Serie A  | Serie A | Serie A     | Serie A    | Coppa Italia | Coppa Italia | Coppa Italia | Coppa Italia | UEFA Europa League | UEFA Europa League | UEFA Europa League | UEFA Europa League | Totale   | Totale | Totale      | Totale     |
| Giocatore       | Presenze | Reti    | Ammonizioni | Espulsioni | Presenze     | Reti         | Ammonizioni  | Espulsioni   | Presenze           | Reti               | Ammonizioni        | Espulsioni         | Presenze | Reti   | Ammonizioni | Espulsioni |
| --------------- | -------- | ------- | ----------- | ---------- | ------------ | ------------ | ------------ | ------------ | ------------------ | ------------------ | ------------------ | ------------------ | -------- | ------ | ----------- | ---------- |
| M. Alonso       | 3        | 0       | 0           | 0          | 0            | 0            | 0            | 0            | 5                  | 0                  | 1                  | 0                  | 8        | 0      | 1           | 0          |
| M. Ambrosini    | 21       | 0       | 7           | 0          | 1            | 0            | 1            | 1            | 7                  | 1                  | 0                  | 0                  | 29       | 1      | 8           | 1          |
| L. Anderson     | 7        | 0       | 0           | 0          | 1            | 0            | 0            | 0            | 0                  | 0                  | 0                  | 0                  | 8        | 0      | 0           | 0          |
| A. Aquilani     | 31       | 6       | 7           | 0          | 3            | 0            | 1            | 0            | 7                  | 1                  | 1                  | 0                  | 41       | 7      | 9           | 0          |
| M. Bakić        | 3        | 0       | 0           | 0          | 3            | 0            | 0            | 0            | 6                  | 0                  | 2                  | 0                  | 12       | 0      | 2           | 0          |
| L. Capezzi      | 0        | 0       | 0           | 0          | 0            | 0            | 0            | 0            | 1                  | 0                  | 0                  | 0                  | 1        | 0      | 0           | 0          |
| M. Compper      | 9        | 0       | 3           | 0          | 2            | 1            | 0            | 0            | 7                  | 0                  | 1                  | 0                  | 18       | 1      | 4           | 0          |
| J. Cuadrado     | 32       | 11      | 8           | 1          | 3            | 1            | 2            | 0            | 6                  | 2                  | 3                  | 0                  | 41       | 14     | 13          | 1          |
| M. Diakité      | 9        | 0       | 2           | 1          | 2            | 0            | 0            | 0            | 0                  | 0                  | 0                  | 0                  | 11       | 0      | 2           | 1          |
| M. Fernández    | 23       | 3       | 1           | 0          | 4            | 0            | 1            | 0            | 8                  | 0                  | 2                  | 0                  | 35       | 3      | 4           | 0          |
| M. Gómez        | 9        | 3       | 1           | 0          | 0            | 0            | 0            | 0            | 6                  | 1                  | 0                  | 0                  | 15       | 4      | 1           | 0          |
| A. Hegazy       | 1        | 0       | 0           | 0          | 0            | 0            | 0            | 0            | 0                  | 0                  | 0                  | 0                  | 1        | 0      | 0           | 0          |
| J. Iličič       | 21       | 3       | 1           | 0          | 2            | 1            | 2            | 0            | 7                  | 2                  | 1                  | 0                  | 30       | 6      | 4           | 0          |
| O. Jakovenko    | 3        | 0       | 0           | 0          | 0            | 0            | 0            | 0            | 2                  | 0                  | 0                  | 0                  | 5        | 0      | 0           | 0          |
| Joaquín         | 25       | 2       | 0           | 0          | 5            | 1            | 0            | 0            | 5                  | 2                  | 0                  | 0                  | 35       | 5      | 0           | 0          |
| L. Lezzerini    | 0        | 0       | 0           | 0          | 0            | 0            | 0            | 0            | 0                  | 0                  | 0                  | 0                  | 0        | 0      | 0           | 0          |
| A. Ljajić       | 0        | 0       | 0           | 0          | 0            | 0            | 0            | 0            | 1                  | 0                  | 0                  | 0                  | 1        | 0      | 0           | 0          |
| C. Lupatelli    | 0        | 0       | 0           | 0          | 0            | 0            | 0            | 0            | 0                  | 0                  | 0                  | 0                  | 0        | 0      | 0           | 0          |
| S. Madrigali    | 0        | 0       | 0           | 0          | 0            | 0            | 0            | 0            | 0                  | 0                  | 0                  | 0                  | 0        | 0      | 0           | 0          |
| R. Matos        | 22       | 0       | 4           | 0          | 4            | 0            | 0            | 0            | 8                  | 3                  | 1                  | 0                  | 34       | 3      | 5           | 0          |
| A. Matri        | 14       | 4       | 1           | 0          | 3            | 0            | 0            | 0            | 3                  | 1                  | 0                  | 0                  | 20       | 5      | 1           | 0          |
| G. Munúa        | 0        | 0       | 0           | 0          | 0            | 0            | 0            | 0            | 2                  | -1                 | 0                  | 0                  | 2        | -1     | 0           | 0          |
| N. Neto         | 35       | -38     | 2           | 0          | 5            | -6           | 0            | 0            | 9                  | -7                 | 1                  | 0                  | 49       | -51    | 3           | 0          |
| R. Olivera      | 1        | 0       | 0           | 0          | 0            | 0            | 0            | 0            | 0                  | 0                  | 0                  | 0                  | 1        | 0      | 0           | 0          |
| M. Pasqual      | 26       | 0       | 5           | 0          | 4            | 1            | 0            | 0            | 3                  | 0                  | 1                  | 0                  | 33       | 1      | 6           | 0          |
| D. Pizarro      | 28       | 1       | 6           | 1          | 5            | 0            | 0            | 0            | 5                  | 0                  | 3                  | 1                  | 38       | 1      | 9           | 2          |
| A. Rebić        | 4        | 1       | 1           | 0          | 1            | 1            | 0            | 0            | 0                  | 0                  | 0                  | 0                  | 5        | 2      | 1           | 0          |
| G. J. Rodríguez | 33       | 4       | 13          | 0          | 4            | 0            | 0            | 0            | 8                  | 3                  | 2                  | 1                  | 45       | 7      | 15          | 1          |
| F. Roncaglia    | 13       | 0       | 4           | 0          | 2            | 0            | 1            | 0            | 9                  | 0                  | 1                  | 0                  | 24       | 0      | 6           | 0          |
| A. Rosati       | 3        | -6      | 0           | 0          | 0            | 0            | 0            | 0            | 1                  | -1                 | 0                  | 0                  | 4        | -7     | 0           | 0          |
| G. Rossi        | 21       | 16      | 1           | 0          | 1            | 0            | 0            | 0            | 2                  | 1                  | 0                  | 0                  | 24       | 17     | 1           | 0          |
| S. Savić        | 31       | 0       | 5           | 0          | 3            | 0            | 0            | 0            | 4                  | 0                  | 0                  | 0                  | 38       | 0      | 5           | 0          |
| N. Tomović      | 25       | 0       | 5           | 0          | 2            | 0            | 1            | 0            | 7                  | 0                  | 0                  | 0                  | 34       | 0      | 6           | 0          |
| B. Valero       | 31       | 6       | 5           | 1          | 4            | 0            | 3            | 0            | 9                  | 1                  | 1                  | 0                  | 44       | 7      | 9           | 1          |
| J.M. Vargas     | 24       | 4       | 2           | 0          | 4            | 2            | 1            | 0            | 3                  | 0                  | 0                  | 0                  | 31       | 6      | 3           | 0          |
| M. Vecino       | 6        | 0       | 0           | 0          | 1            | 0            | 0            | 0            | 0                  | 0                  | 0                  | 0                  | 7        | 0      | 0           | 0          |
| R. Wolski       | 14       | 1       | 2           | 0          | 1            | 0            | 0            | 0            | 0                  | 0                  | 0                  | 0                  | 15       | 1      | 2           | 0          |

## Giovanili

### Organigramma societario
Area direttiva
- Direttore settore giovanile: Eduardo Macia
- Amministratore unico e Responsabile sviluppo ed efficientamento settore giovanile: Vincenzo Vergine
- Segreteria sportiva: Luigi Curradi
- Team Manager primavera: Rocco De Vincenti
- Area logistico organizzativa: Vincenzo Vergine (ad interim)
- Responsabile sicurezza prevenzione e protezione: Ettore Lambertucci
- Area gestionale e amministrativa: Elena Tortelli
- Area servizi generali: Maria Malearov, Cristina Mugnai
- Trasporti, vitto e alloggi: Roberto Trapassi
- Magazzino: Riccardo Degl'Innocenti, Sonia Meucci
- Autisti: Giorgio Russo, Kamal Wesumperuma

Area tecnica e sanitaria
- Area reclutamento: Maurizio Niccolini, Stefano Cappelletti
- Area fisica: Vincenzo Vergine
- Area medico-sanitaria: Giovanni Serni
- Area tutoraggio e formazione: Roberto Trapassi, Camilla Linari, Laura Paoletti, Francesca Soldi
- Allenatore Primavera: Leonardo Semplici
- Allenatore Allievi Nazionali: Federico Guidi
- Allenatore Allievi Lega Pro: Mirko Mazzantini

### Piazzamenti
- Primavera:
  - Campionato: 2º posto. Semifinalista.
  - Coppa Italia: Finalista
  - Torneo di Viareggio: Semifinalista
  - Torneo Città di Vignola: Secondo posto[94]
- Allievi Nazionali:
  - Campionato: 4º posto.
  - Trofeo di Arco "Beppe Viola": Primo turno
- Allievi Lega Pro:
  - Campionato: da disputare
- Giovanissimi Nazionali:
  - Campionato: da disputare
  - Memorial "Italo Allodi": Vincitrice[95]
- Giovanissimi Regionali:
  - Campionato: da disputare
- Esordienti Regionali:
- Esordienti Provinciali A:
- Esordienti Provinciali B:
- Pulcini: